# Meanderthal
Meanderthal è il secondo album della band stoner/sludge/doom metal statunitense Torche, pubblicato l'8 aprile 2008.

## Tracce
1. Triumph of Venus – 1:44
2. Grenades – 2:53
3. Piraña – 1:32
4. Sandstorm – 2:19
5. Speed of the Nail – 1:41
6. Healer – 2:07
7. Across the Shields – 3:03
8. Sundown – 3:17
9. Little Champion – 0:34
10. Without a Sound – 2:06
11. Fat Waves – 4:32
12. Amnesian – 6:25
13. Meanderthal – 4:00

La Daymare Recordings ha pubblicato l'album includendo i brani dell'EP In Return come tracce bonus.

## Formazione
- Steve Brooks - chitarra, voce
- Juan Montoya - chitarra
- Jonathan Núñez - basso
- Rick Smith - batteria

### Ospiti
- Kurt Ballou - chitarra